# Anne-Marie Lagrange
Anne-Marie Lagrange (região de Rhône-Alpes, 12 de março de 1962) é uma astrofísica francesa, conhecida por pesquisas sobre exoplanetas.
Lagrange estudou a partir de 1982 na École polytechnique e obteve um Diplôme d’études approfondies (DEA) em 1986 na Universidade Paris VII. Obteve um doutorado em 1989 no Institut d'astrophysique de Paris, orientada por Alfred Vidal-Madjar. No pós-doutorado esteve no Observatório Europeu do Sul na Alemanha e Chile e encontrou o astrofísico Pierre Léna. A partir de 1990 esteve no Laboratoire d'astrophysique de Grenoble (LAOG) com Alain Omont e formou um grupo para a descoberta de exoplanetas. Obteve a habilitação em 1994 sendo então Chargé de Recherche do Centre national de la recherche scientifique (CNRS). De 1997 a 2000 esteve no Very Large Telescope no Chile, responsável pelo NAOS, sucedido pelo Spectro-Polarimetric High-Contrast Exoplanet Research (SPHERE), pelo qual foi co-responsável a partir de 2003.
Pesquisou planetas gigantes e jovens estrelas e em 2005 realizou a primeira observação direta de um planeta em uma anã cinza. Conseguiu em 2008 imagens diretas do grande exoplaneta Beta Pictoris b na estrela Beta Pictoris, a qual observava desde 1993.
Em 2013 foi eleita membro da Académie des Sciences. Recebeu o Prix Jean Ricard de 2017.

## Livros
- Observer le ciel de nuit, Paris: Nathan 1998
- Fascicule d'astronomie pour les jeunes, Nathan, 1999.
- com Serge Brunier: Les grands observatoires du monde, Paris, Éditions Bordas, 2002
- com Pierre Léna, Hervé Dole: L'observation en astronomie, Paris, Éditions Ellipses, 2009